# 아니아이정
아니아이정(阿仁合町)은 아키타현 기타아키타군에 있던 정이다. 현재의 기타아키타시 서남부에 해당한다.

## 역사
- 1889년 4월 1일 - 정촌제 시행에 의해 아니도잔촌이 성립하였다.
- 1897년 1월 21일 - 정으로 승격해 아니아이정으로 개칭되었다.
- 1937년 4월 1일 - 오아니촌의 일부를 편입하였다.
- 1955년 4월 1일 - 기타아키타군 오아니촌과 합병해 아니정이 신설해 소멸하였다.